# Манфред Кляйн
Ма́нфред Кляйн  (нім. Manfred Klein, 22 серпня 1947) — німецький веслувальник, олімпійський чемпіон.

## Виступи на Олімпіадах
| Олімпіада         | Дисципліна                      | Місце |
| ----------------- | ------------------------------- | ----- |
| Мюнхен 1972       | вісімка розстібна зі стерновим  | 5     |
| Лос-Анджелес 1984 | четвірка розстібна зі стерновим | 6     |
| Сеул 1988         | вісімка розстібна зі стерновим  | 1     |
| Барселона 1992    | вісімка розстібна зі стерновим  | 3     |